# Dialogische Logik
Die dialogische Logik (engl.: dialogical logic auch: game semantics) ist ein von den deutschen Logikern und Philosophen Kuno Lorenz und Paul Lorenzen entwickelter spieltheoretischer, semantiknaher Ansatz zur Logik. Die Motivation ist eine im Vergleich zum Ableiten in Logikkalkülen nähere Orientierung am menschlichen Argumentieren.
Durch den Rahmen der Dialogischen Logik wird der Anspruch erhoben, dass die Beteiligten im Gespräch keinen externen Schiedsrichter benötigen, sondern in Freiheit die Geltung von Aussagen selbst prüfen.
Die Regeln für die Junktoren und Quantoren werden als Dialogspiel konzipiert. Der Dialog wird allgemein durch Rahmenregeln und im Detail durch Angriffs- und Verteidigungsregeln für die logischen Operatoren bestimmt. Wahr heißt eine aus logischen Zeichen zusammengesetzte Aussage, wenn sie sich im Dialog immer gewinnen lässt. Formal wahr wird eine solche Aussage genannt, wenn sie stets gewonnen werden kann, ohne in einen Dialog über die Primaussagen (Elementarsätze) einzutreten.
Wird in den herkömmlichen Kalkülen von Elementarformeln ausgegangen und dann nach Kalkülregeln bis zum Endresultat abgeleitet, so geht man in der Dialogischen Logik genau andersherum vor: Es wird mit einer zusammengesetzten Behauptung angefangen und diese unter Einhaltung der Spielregeln auf Elementarsätze reduziert.

## Rahmenregeln
1. Der Proponent (rechte Spalte als P notiert) beginnt den Dialog, indem er eine mit logischen Zeichen verknüpfte Aussage äußert.
2. Die Dialogpartner sind abwechselnd am Zug.
3. Das weitere Vorgehen besteht aus Angriffen und Verteidigungen.
4. Ein Angriff stellt ein Recht dar, eine noch angreifbare Aussage des Gegners anzugreifen.
5. Eine Verteidigung ist die Pflicht, sich auf eine angegriffene Aussage zu verteidigen, spätestens wenn man selber nicht mehr angreifen darf.
6. Die Angriffe und Verteidigungen sind in den Partikelregeln normiert.
7. Der Proponent hat gewonnen, wenn er eine angegriffene Elementaraussage (Primaussage oder Atomaussage) verteidigt hat oder wenn der Opponent (auf der linken Spalte mit O notiert) eine angegriffene Elementaraussage nicht verteidigt.

## Effektive Rahmenregel
Man kann die Dialogische Logik schrittweise mit immer stärkeren Regeln ausstatten. Den Beginn machen meist die Regeln der Strengen Logik. Aussagen heißen streng wahr, wenn es für sie unter der Regel eine Gewinnstrategie gibt, dass die Argumente des Gegners jeweils höchstens einmal angegriffen werden dürfen.
Als nächsten Schritt kann die effektive Rahmenregel eingeführt werden, die besonders für die Interpretation der Subjunktion ( {\displaystyle A\rightarrow B}, wenn A dann B) relevant ist: Kein Spieler muss sich auf einen Angriff verteidigen, ehe nicht dieser Angriff seinerseits auf endlich viele Angriffe verteidigt wurde. Vor einem Angriff legt sich der jeweilige Angreifer selbst auf eine Maximalzahl von Angriffen fest.
Wenn die effektive Rahmenregel gilt, ist die dialogische Logik ein Modell der intuitionistischen Logik. Dadurch werden Aussagen für den Dialog zugelassen, deren Wahrheitswert nicht feststeht: etwa bei ungelösten Problemen der Mathematik, Aussagen über zukünftige Ereignisse oder über Unendliches.
Die klassisch-zweiwertige Logik lässt sich durch eine weitere Liberalisierung der Rahmenregeln dadurch erhalten, dass jede Aussage zu jedem Zeitpunkt des Dialogs verteidigt werden kann.

## Angriffs- und Verteidigungsregeln für die logischen Operatoren
Hier sind die Angriffs- und Verteidigungsregeln der dialogischen Logik aufgelistet, wobei das Fragezeichen als Verteidigungsaufforderung gelesen werden soll:
| Junktoren                      | Angriff            | Verteidigung                        |             |
| ------------------------------ | ------------------ | ----------------------------------- | ----------- |
| {\displaystyle A\land B}       | {\displaystyle L?} | {\displaystyle A}                   | (und)       |
| {\displaystyle A\land B}       | {\displaystyle R?} | {\displaystyle B}                   | (und)       |
| {\displaystyle A\lor B}        | {\displaystyle ?}  | {\displaystyle A}/{\displaystyle B} | (oder)      |
| {\displaystyle \neg A}         | {\displaystyle A?} | ...                                 | (nicht)     |
| {\displaystyle A\rightarrow B} | {\displaystyle A?} | {\displaystyle B}                   | (wenn–dann) |

Der letzte Junktor, wenn-dann, wird in der dialogischen Logik üblicherweise nicht Subjunktion, sonst Implikation genannt.
| Quantoren                         | Angriff            | Verteidigung         |
| --------------------------------- | ------------------ | -------------------- |
| {\displaystyle \bigwedge x\;A(x)} | {\displaystyle n?} | {\displaystyle A(n)} |
| {\displaystyle \bigvee x\;A(x)}   | {\displaystyle ?}  | {\displaystyle A(n)} |

Quantorzeichen: {\displaystyle \bigvee } (Einsquantor (auch Existenzquantor): „für (mindestens) ein“) bzw. {\displaystyle \bigwedge } (Allquantor: „für alle“)

## Beispiele
Hier als einfaches Beispiel ein Dialog um {\displaystyle a\rightarrow a}. Die Aussage ist formal logisch wahr:
| {\displaystyle O}  | {\displaystyle P}              | |
| ------------------ | ------------------------------ | --- |
|                    | {\displaystyle a\rightarrow a} | |
| {\displaystyle a?} |                                | (Die Subjunktionbehauptung wird nach der Subjunktionsregel angegriffen: dafür wird die voranstehende Primaussage behauptet.)                     |
|                    | {\displaystyle a}              | (Als Verteidigung wird die nachstehende Primaussage genannt, dies ist gleichzeitig auch eine Übernahme des {\displaystyle a} der vorigen Zeile.) |

{\displaystyle P} kann den Dialog immer gewinnen, denn er kann {\displaystyle a} übernehmen.
Im Folgenden weitere Beispiele, zunächst für den klassisch und intuitionistisch wahren Satz {\displaystyle A\rightarrow \neg \neg A}, dann für den nur klassisch wahren Satz {\displaystyle \neg \neg A\rightarrow A}.
Es wird hier auch bei Verteidigungen angegeben, gegen welchen Angriff sie sich richten. 1! heißt also „verteidigt sich gegen den Angriff unter 1“, und 1? bedeutet „greift die Aussage unter 1 an“. Klammern bezeichnen Züge, die unter Einhaltung der effektiven Rahmenregel nicht möglich sind.
|    |                    | {\displaystyle O}      |                    | {\displaystyle P}                        |
| -- | ------------------ | ---------------------- | ------------------ | ---------------------------------------- |
| 1. |                    |                        |                    | {\displaystyle A\rightarrow \neg \neg A} |
| 2. | {\displaystyle 1?} | {\displaystyle A}      | {\displaystyle 2!} | {\displaystyle \neg \neg A}              |
| 3  | {\displaystyle 2?} | {\displaystyle \neg A} | {\displaystyle 3?} | {\displaystyle A}                        |
| 4  | {\displaystyle 3?} |                        | {\displaystyle 2?} |                                          |

{\displaystyle P} stellt in Schritt 3 eine Primaussage, nämlich {\displaystyle A} auf, die {\displaystyle O} in Schritt 2 schon behauptet hat. Nach den Regeln ist der Dialog damit für {\displaystyle P} gewonnen.
Ganz anders sieht es für {\displaystyle \neg \neg A\rightarrow A} aus:
|    |                    | {\displaystyle O}           |                      | {\displaystyle P}                        |
| -- | ------------------ | --------------------------- | -------------------- | ---------------------------------------- |
| 1. |                    |                             |                      | {\displaystyle \neg \neg A\rightarrow A} |
| 2. | {\displaystyle 1?} | {\displaystyle \neg \neg A} | {\displaystyle 2?}   | {\displaystyle \neg A}                   |
| 3. | {\displaystyle 2?} | {\displaystyle A}           | ({\displaystyle 2!}) | {\displaystyle A}                        |

Im letzten Schritt verteidigt {\displaystyle P} die Aussage unter 1, die {\displaystyle O} in Schritt 2 angegriffen hat. Da {\displaystyle O} nach Schritt 2 noch Aussagen von {\displaystyle P} angegriffen hat, wäre die Verteidigung nur möglich, wenn die effektive Rahmenregel nicht gelten würde. Auch ein anderer Spielverlauf hilft nicht:
|    |                    | {\displaystyle O}           |                      | {\displaystyle P}                        |
| -- | ------------------ | --------------------------- | -------------------- | ---------------------------------------- |
| 1. |                    |                             |                      | {\displaystyle \neg \neg A\rightarrow A} |
| 2. | {\displaystyle 1?} | {\displaystyle \neg \neg A} | {\displaystyle 2!}   | {\displaystyle A}                        |
| 3. | {\displaystyle 2?} |                             | {\displaystyle 2?}   | {\displaystyle \neg A}                   |
| 4. | {\displaystyle 3?} | {\displaystyle A}           | ({\displaystyle 3!}) | {\displaystyle A}                        |

{\displaystyle O} greift in Schritt 3 die Primaussage {\displaystyle A} an. Obwohl {\displaystyle O} diese Primaussage in Schritt 4 selbst einräumt, darf {\displaystyle P} sich nicht mehr gegen diesen Angriff verteidigen, da inzwischen ein weiterer Angriff erfolgt ist.
Da der Proponent keinen Spielverlauf erzwingen kann, wo er unter Einhaltung der effektiven Rahmenregel gewinnt, ist die Aussage {\displaystyle \neg \neg A\rightarrow A} in der intuitionistischen Logik nicht zu beweisen. In der klassischen Logik hingegen gilt sie, wie die Beispiele zeigen.

## Anwendungen
Interessant sind die speziellen Effekte, die bei der (intuitionistischen) Interpretation des Subjunktors ({\displaystyle \rightarrow }) auftreten:
Während des Dialogs sind auch nicht wahrheitsdefinite (eine Aussage ist entweder wahr oder falsch) Aussagen erlaubt. Der Wahrheitswert der Aussagen kann in einem Schwebezustand belassen bleiben. Bei der effektiven Rahmenregel wird der Satz vom ausgeschlossenen Dritten nicht vorausgesetzt. Erst bei Abschluss des Dialogs steht der Wahrheitswert der Gesamtaussage fest.
Führt man eine Rahmenregel ein, bei der eine Aussage später im Dialog nicht mehr zur Verfügung steht, so kann man aus der dialogischen Logik eine zeitliche Logik entwickeln. Carl Friedrich von Weizsäcker und Peter Mittelstaedt haben diese Regel für die Interpretation der Quantenphysik durch zeitliche Logik aufgenommen. Hier ein Beispiel: Während wir überlegen, ob der Mond untergeht oder nicht, geht er unter.
Weitere Anwendungen ergeben sich für die Argumentationstheorie, da die dialogische Logik im Verlauf des Dialogs aufzeigt, wer wann Beweislast für Tatsachenbehauptungen in Form von Elementaraussagen übernimmt.